# Piis fidelium
Piis Fidelium je papeška bula, ki jo je napisal papež Aleksander VI. 25. junija 1493.
S to bulo je papež podelil Španiji vikariatno moč, dalahko postavlja misijonarje, ki bodo delovali v Novem svetu.